# Trivento
Trivento község (comune) Olaszország Molise régiójában, Campobasso megyében.

## Fekvése
A megye nyugati részén fekszik. Határai: Castelguidone, Castelmauro, Civitacampomarano, Lucito, Roccavivara, Salcito, San Biase, Sant’Angelo Limosano és Schiavi di Abruzzo.

## Története
A település alapításáról pontos adatok nincsenek, de a longobárdok idején már létezett. A régészek valószínűsítik, hogy el elpusztított szamnisz település helyén alakult ki. A következő századokban nemesi birtok volt. A 19. században nyerte el önállóságát, amikor a Nápolyi Királyságban felszámolták a feudalizmust.

## Népessége
A népesség számának alakulása:

## Főbb látnivalói
- SS. Nazario, Celso e Vittore-katedrális